# Madonna col Bambino e quattro angeli (Gerard David)
La Madonna col Bambino e quattro angeli è un dipinto del pittore fiammingo Gerard David realizzato circa nel 1510-1515 e conservato nel Metropolitan Museum of Art a New York negli Stati Uniti d'America.

## Storia
Il dipinto giunse a Metropolitan Museum of Art dopo che fu trasferito da una collezione privata nel 1977. David ha inciso il dipinto con le parole "IHESVS [RE] DEMPT [OR]" ( "Gesù Redentore") sulle colonne.

## Descrizione
Dipinto per devozione privata, mostra una figura integrale di Maria che tiene Gesù. Madre e figlio sono circondati da quattro angeli; le due figure angeliche sopra Maria sono adornate con grandi ali colorate, mentre reggono una corona d'oro, a simboleggiare il suo ruolo di Regina del Cielo - al contempo altri due angeli, ognuno con grandi ali, siedono su entrambi i lati di lei, suonando rispettivamente un'arpa e un liuto. La scena si svolge sotto un arco gotico in un hortus conclusus — destinato a rappresentare la purezza e la verginità di Maria e davanti a una vista della Bruges del tempo.
Dipinto su legno con una pennellata sottile, il lavoro è insolitamente vivace e dettagliato. Maria ha lunghi capelli biondi arricciati, finemente dettagliati con tratti estremamente sottili. Indossa un abito rosso pesantemente piegato, foderato con punti d'oro, minuziosamente descritti e così delicatamente intrecciati nelle rifiniture del vestito. Gesù è avvolto in una coperta di fasce bianche, alcune delle quali pendono sotto di lui in pieghe verticali e le cui linee proseguono nelle pieghe dell'abito di Maria. Gli angeli alla loro destra e sinistra indossano rispettivamente abiti verde scuro e blu chiaro.
Tutte le figure sono altamente idealizzate, tipiche dell'arte del periodo; il naturalismo viene abbandonato a favore di figure allungate, che in questo lavoro sono sproporzionate tra loro. Maria è molto più grande degli angeli, il che si aggiunge alla sua presenza innaturale, eterea, celeste. Gli occhi di tutte le figure sono distolti dallo spettatore; solo il bambino Gesù guarda direttamente dalla tela. Il lavoro è altamente simmetrico; le due figure centrali sono bilanciate da due coppie di angeli disposte su entrambi i lati; Gesù occupa il punto morto della tela; e il giardino è bilanciato dalle linee del sentiero visto su entrambi i lati di Maria. La Chiesa in lontananza a destra è bilanciata dalla collina all'estrema sinistra.

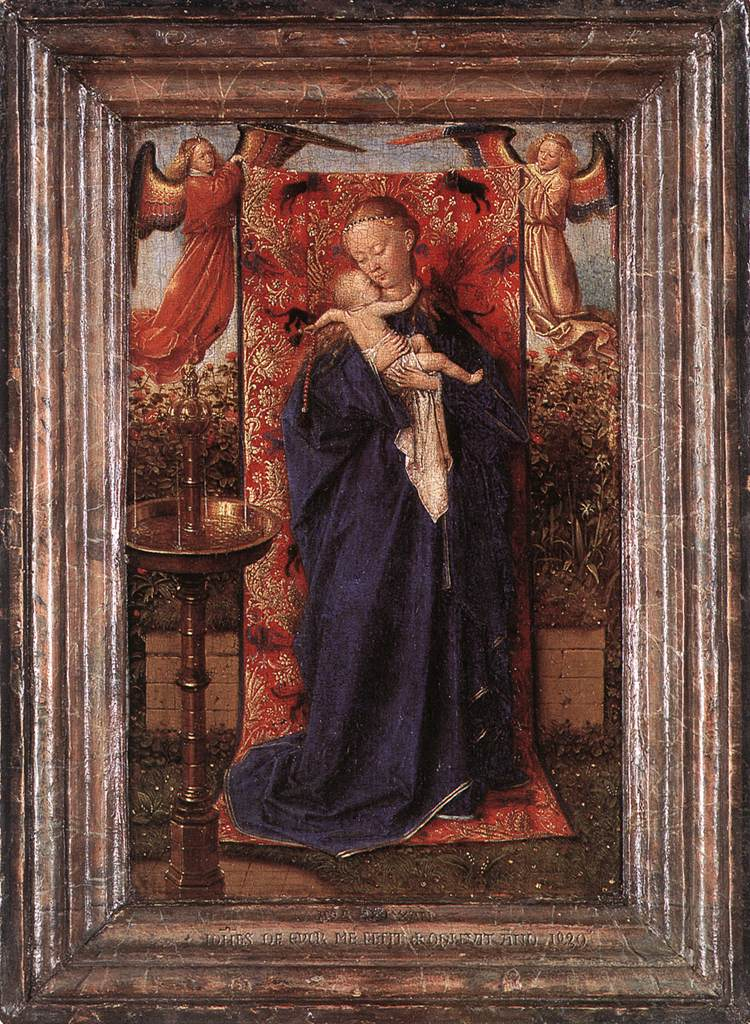
Madonna col Bambino alla fontana. Jan van Eyck, c. 1439. Museo reale di belle arti di Anversa. Il baldacchino tenuto dagli angeli nell'opera di van Eyck è sostituito da David con una corona d'oro

Le Chiese di Sint-Jakobs e Onze-Lieve-Vrouw possono essere identificate nel paesaggio urbano oltre il giardino. La collocazione di un monaco certosino, che cammina sotto un albero nel giardino dietro le figure principali rende probabile che il lavoro sia stato commissionato da un membro del loro monastero di Genadedal a Sint-Kruis, fuori Bruges. È probabile che il dipinto fosse il pannello centrale di un trittico o una piccola pala d'altare alata, spezzata in un punto sconosciuto. È stato ipotizzato che l'arco sopra Maria si estendesse a due pannelli laterali in riferimento alla Trinità.
All'inizio del 1500 l'influenza di Jan van Eyck era al culmine, e David basò pesantemente il suo dipinto sull'opera tardiva di Van Eyck Vergine e Bambino alla fontana. A causa della popolarità e della richiesta di immagini devozionali da utilizzare nel culto privato, il formato di molte scene Bibliche o iconografia standard divenne standardizzato, spesso copiato da pittori precedenti, specialmente se l'immagine sorgente stessa aveva successo commercialmente - un dipinto su tavola di questo tipo sarebbe stato commissionato alla fascia più alta del mercato. La sua Madonna col Bambino, anch'essa datata tra il 1510 e il 1515 e oggi parte di una collezione privata in Belgio, è basata su un dipinto di Adriaen Isenbrant ed è una delle tre varianti quasi identiche dipinte da David in quel formato e posa.
David aggiunge altri due angeli alla scena di van Eyck e pone le figure in una posizione contemporanea riconoscibile. Le figure di Maria e Gesù sono quasi identiche in entrambe le opere, dalle pieghe verticali del vestito di Maria, al ginocchio e alle braccia sollevate di Gesù, con un braccio che si estende sopra la spalla di sua madre, mentre l'altro raggiunge il suo collo. Il lavoro di van Eyck è probabilmente influenzato dalle icone dell'arte bizantina e questa influenza si estende al pezzo di Gerard.
La storica dell'arte Maryan Ainsworth descrive il dipinto come un "oggetto devozionale per la venerazione privata di un'icona" e ritiene che l'influenza bizantina "sia - come dire - tracimata" da van Eyck. Non è noto con certezza, tuttavia, quali icone specifiche potrebbero aver costituito la base per la Madonna col Bambino alla fontana, sebbene siano stati fatti suggerimenti basati sulla somiglianza di posa e forma, con riguardo ad affreschi a Notre-Dame-de-Grâce a Montréal e Santa Maria del Carmine Maggiore, Napoli. Gerard offre una rappresentazione della Vergine molto diversa da quella che si trova nelle rappresentazioni bizantine: più che una divinità iconica remota, l'artista presenta una figura umana.

## Stile
Il dipinto è fortemente influenzato dalla Madonna col Bambino alla fontana di Jan van Eyck, in particolare nella modellistica della Madonna e del bambino. Tuttavia, David introduce molte modifiche significative, tra cui l'ampliamento dello spazio pittorico, il posizionamento di due angeli aggiuntivi e l'impostazione della scena in un ambiente contemporaneo con una vista di Bruges in lontananza. Il pannello di Van Eyck fu fortemente influenzato dalle convenzioni dell'arte bizantina e probabilmente fu esso stesso una miscela di opere specifiche. Eppure il dipinto può sicuramente definirsi rinascimentale nella sua umanizzazione della Vergine e del Bambino; nelle opere precedenti le figure di madre e figlio venivano presentate come divinità lontane e remote. Nel panel di David sono completamente umani e riconoscibili come una madre e un figlio affettuosi e legati.

## Galleria d'immagini

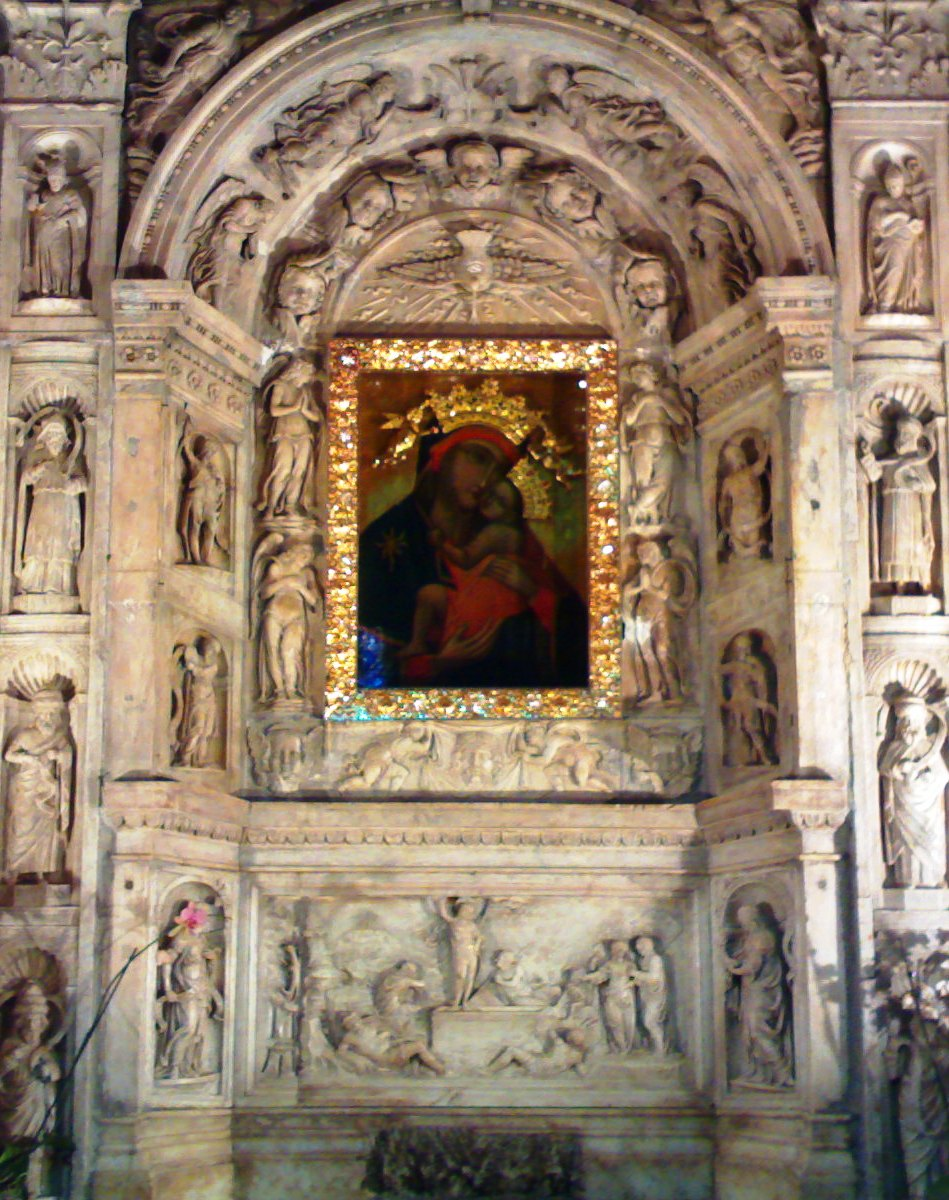
Questo lavoro che mostra la Madonna col Bambino è stato ipotizzato come possibile fonte per la Madonna col Bambino alla fontana di Jan van Eyck[3].
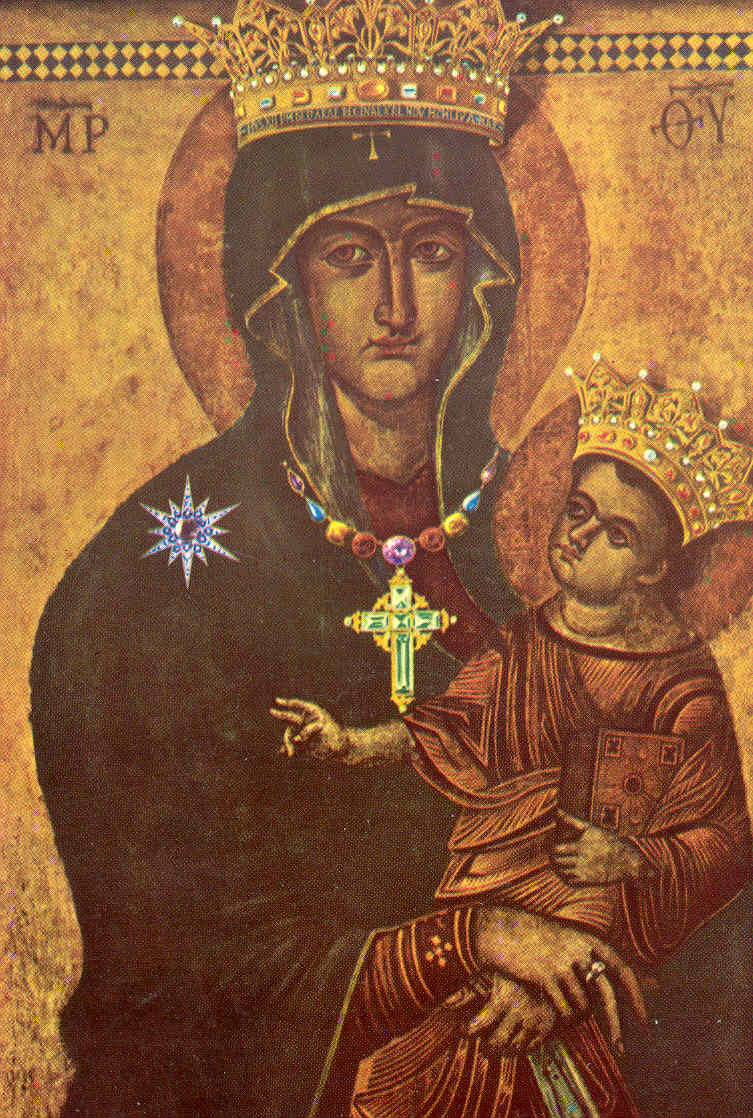
Salus populi romani, icona bizantina della Madonna col Bambino. Prima del 1240.
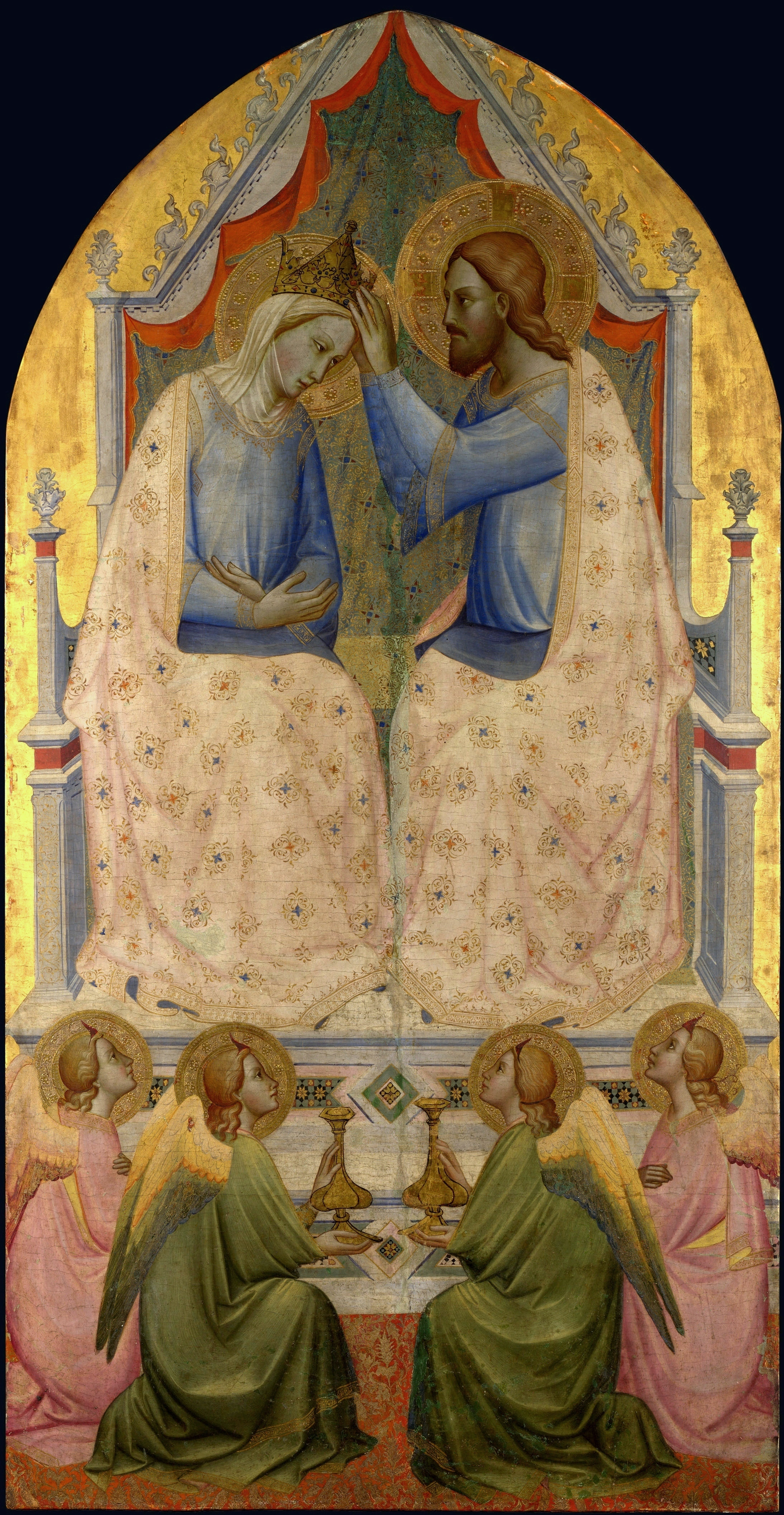
Incoronazione della Vergine, Agnolo Gaddi, XIV secolo.
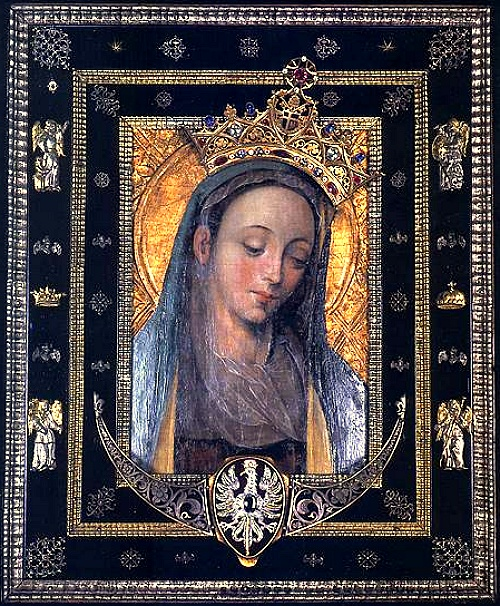
Maria Regina del cielo, (1671).

### Esplicative
1. ↑  Donato da Mr. e Mrs. Charles Bierer Wrightsman Smeyers 15.
2. ↑  Sebbene meno che nel caso di Jan van Eyck.
3. ↑  Nella parte inferiore, artisti apprendisti delle corporazioni avrebbero realizzato più versioni di una copia vicina e le avrebbero tenute in inventario per essere vendute nei mercati dell'arte.

### Bibliografiche
1. 1 2  Baetjer, p. 48.
2. 1 2  Ainsworth; Christiansen 1998, p. 306.
3. 1 2 3 4 5  Harbison 1995, p. 160.
4. 1 2  (EN) Virgin and Child with Four Angels, su metmuseum.org. URL consultato il 13 aprile 2020.
5. ↑  (EN) Charles B. Wrightsman, Francis John Bagott Watson, Everett Fahy, The Wrightsman Collection, 1973,  p. 60.
6. ↑  Ainsworth; Christiansen 1998, p. 222.
7. ↑  Borchert 2011, p. 144.
8. 1 2  Powell, Amy. "A Point "ceaselessly Pushed Back": the Origin of Early Netherlandish Painting". The Art Bulletin 88.4, 2006.
9. ↑  (EN) Gerard David (born about 1455, died 1523), su metmuseum.org. URL consultato il 13 aprile 2020.
10. ↑  Harbison, 1995, p. 161.